# Rosignano Marittimo
Rosignano Marittimo és un comune (municipi) de la província de Liorna, a la regió italiana de la Toscana, situat a uns 80 quilòmetres al sud-oest de Florència i a uns 20 quilòmetres al sud-est de Liorna. A 1 de gener de 2019 la seva població era de 30.807 habitants.
Porto Azzurro limita amb els següents municipis: Castellina Marittima, Cecina, Collesalvetti, Liorna, Orciano Pisano i Santa Luce.

## Història
Durant la Segona Guerra Mundial, una base important de la Força Aèria de l'Exèrcit dels Estats Units es trobava a prop de Rosignano, controlada per la dotzena força aèria. Després de la guerra, l'aeroport es va tancar i els terrenys tornen a ser agrícoles. Avui no queda cap prova de la seva existència.

## Ciutats agermanades
Rosignano Marittimo està agermanat amb:
- Champigny-sur-Marne, França.
- Musselburgh, Regne Unit
- Zug, República Àrab Sahrauí Democràtica